# Obsteig
Obsteig ist eine Gemeinde mit 1479 Einwohnern (Stand 1. Jänner 2024) im Bezirk Imst des Bundeslandes Tirol (Österreich). Die Gemeinde liegt im Gerichtsbezirk Silz.

## Geografie
Obsteig ist die westlichste Gemeinde des Mieminger Plateaus, oberhalb des Oberinntals, am Fuß des Mieminger Gebirges. Die Gemeinde besteht aus verstreuten Dörfern und Weilern am Plateau. Beim 1119 m hoch gelegenen Holzleitensattel im Westen fällt das Plateau steil in das Gurgltal ab. Der Hauptort Obsteig liegt entlang der Mieminger Straße.
Das Gebiet um Obsteig ist ein beliebtes Wander- und Ausflugsgebiet; außerdem verfügt Obsteig im Winter über zahlreiche Loipen und Winterwanderwege.

### Ortsteile
- Arzkasten
- Aschland
- Burg Klamm
- Finsterfiecht
- Gschwent
- Holzleiten
- Langgarten
- Mooswald
- Oberstrass
- Roller
- Seepark
- Thal
- Unterstrass
- Wald
- Weisland
- Rauth
- Klammer Mühle
- Walderried

### Nachbargemeinden

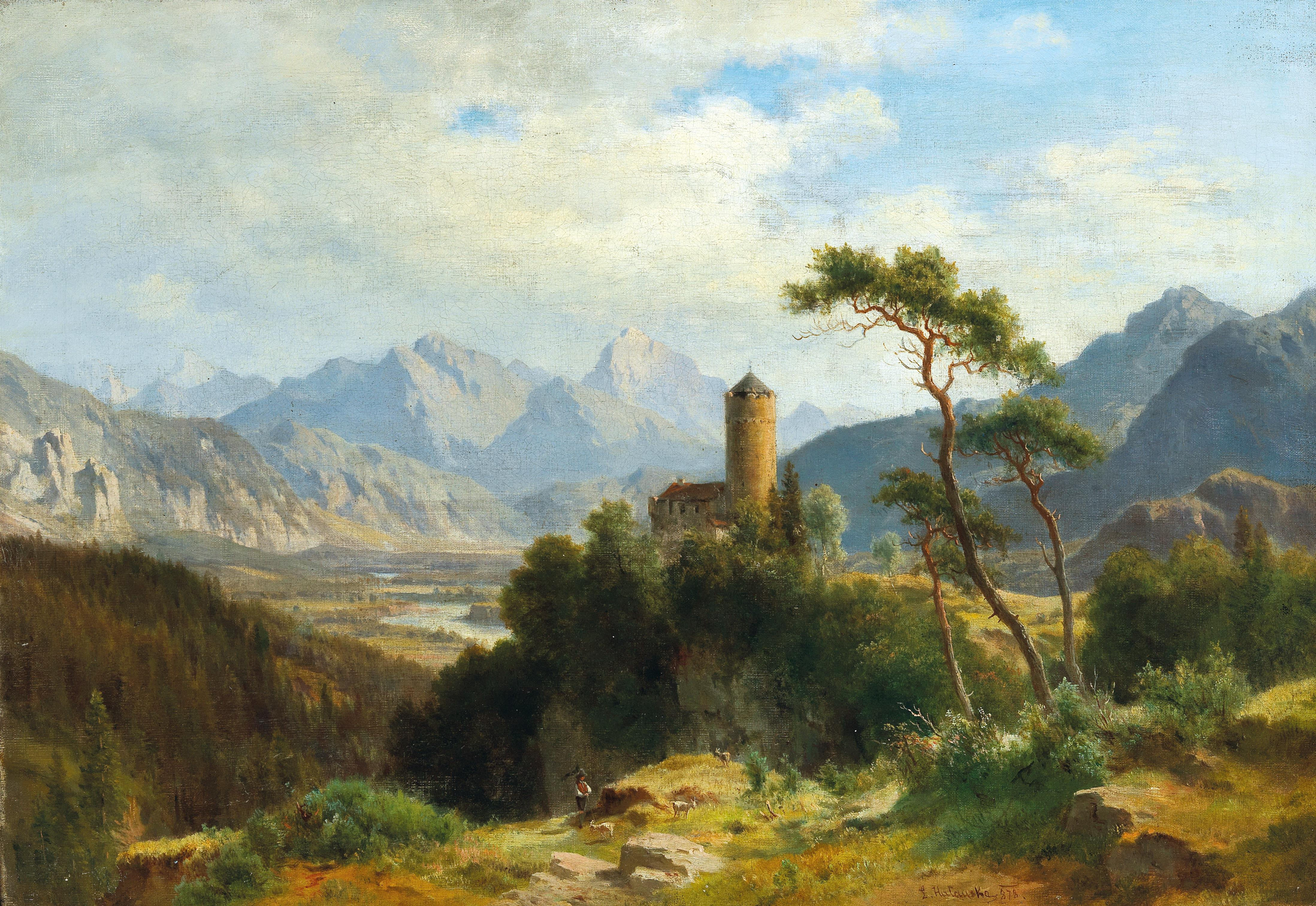
Burg Klamm von Ludwig Halauska, 1878

|            | Biberwier (Bezirk Reutte)                   |         |
| Nassereith | Kompassrose, die auf Nachbargemeinden zeigt | Mieming |
| Haiming    | Silz                                        | Mötz    |

## Geschichte
Das Gebiet von Obsteig war bereits um 1000 vor Christus besiedelt. Davon zeugen ein am Sassberg gefundenes Bronzeprunkmesser und Keramikreste vom Locherboden aus der Hallstattzeit. Um 250 nach Christus wurde vom römischen Kaiser Decius die Via Decia gebaut, eine Verbindung von Zirl zur Via Claudia Augusta bei Dormitz. Sie führte durch Obsteig und weiter über den Holzleitensattel. Die Besiedlung durch die Bajuwaren um 800 ist an den typisch bayrischen Endungen erkennbar, wie zum Beispiel Schneggenhausen. Der Ortsname Obsteig ist ursprünglich ein Flurname und erstmals 1288 als an dem steige verschriftlicht. Im 15. Jh. wurde von der Präposition an zu ob gewechselt (1449: ob des Gstaigs). Der Name geht auf mittelhochdeutsch ob ‚oberhalb‘ und steige ‚steile Straße‘ zurück.
Die Burg Klamm an der alten Durchszugsstraße nördlich der Innbrücke bei Mötz hat eine wechselvolle Geschichte. Im Jahr 1250 werden erstmals die „Herren von Chlamm“ genannt. Um 1239 kam die Burg in den Besitz der Herren von Milser. 1399 kam sie in den Besitz der mächtigen Starkenberger, die 1423 entmachtet wurden, nachdem sie sich gegen Herzog Friedrich IV. erhoben hatten und Sigmund übernahm die Burg. Unter wechselnden Eigentümern verfiel sie im 19. und 20. Jahrhundert immer mehr, bis sie 1957 vom Industriellen Hünnebeck erworben und restauriert wurde.
Das Steuerverzeichnis des Grafen Meinhard II. von 1288 beinhaltet das Gasthaus daz Nivenstift, den späteren Gasthof Löwenwirt. Der Stifthof wird öfters urkundlich erwähnt, wie zum Beispiel 1312 mit dem Besitzer „Eberhard der Niustifter“ oder 1477 im Zuge einer Bauverhandlung. 1892 brannte der Gasthof nieder wurde jedoch wieder aufgebaut, nach 1870 wurde er abgerissen. Im gleichen Steuerverzeichnis von 1288 wird auch der Weiler „ze Asselönne“ (Aschland) am Fuß des Wannig beschrieben.
Im Stamser Urbar von 1336 ist vermerkt, dass „Chunrads Sohn von Snekkenhusen“  dem Stift Stams einen Geldbetrag vermachte. Der Ansitz Schneggenhausen war nie steuerpflichtig, sondern ein sogenanntes „Freilehen“, das den Lehensnehmer dem Fürsten gegenüber zu Treue und Gehorsam verpflichtete.
Um 1500 bestand Obsteig aus sechs Höfen. Einer davon war Schneggenhausen.
Im Jahr 1833 wurde durch Aufteilung der Gemeinde Miemingerberg die eigenständige Gemeinde Obsteig gegründet.

### Bevölkerungsentwicklung

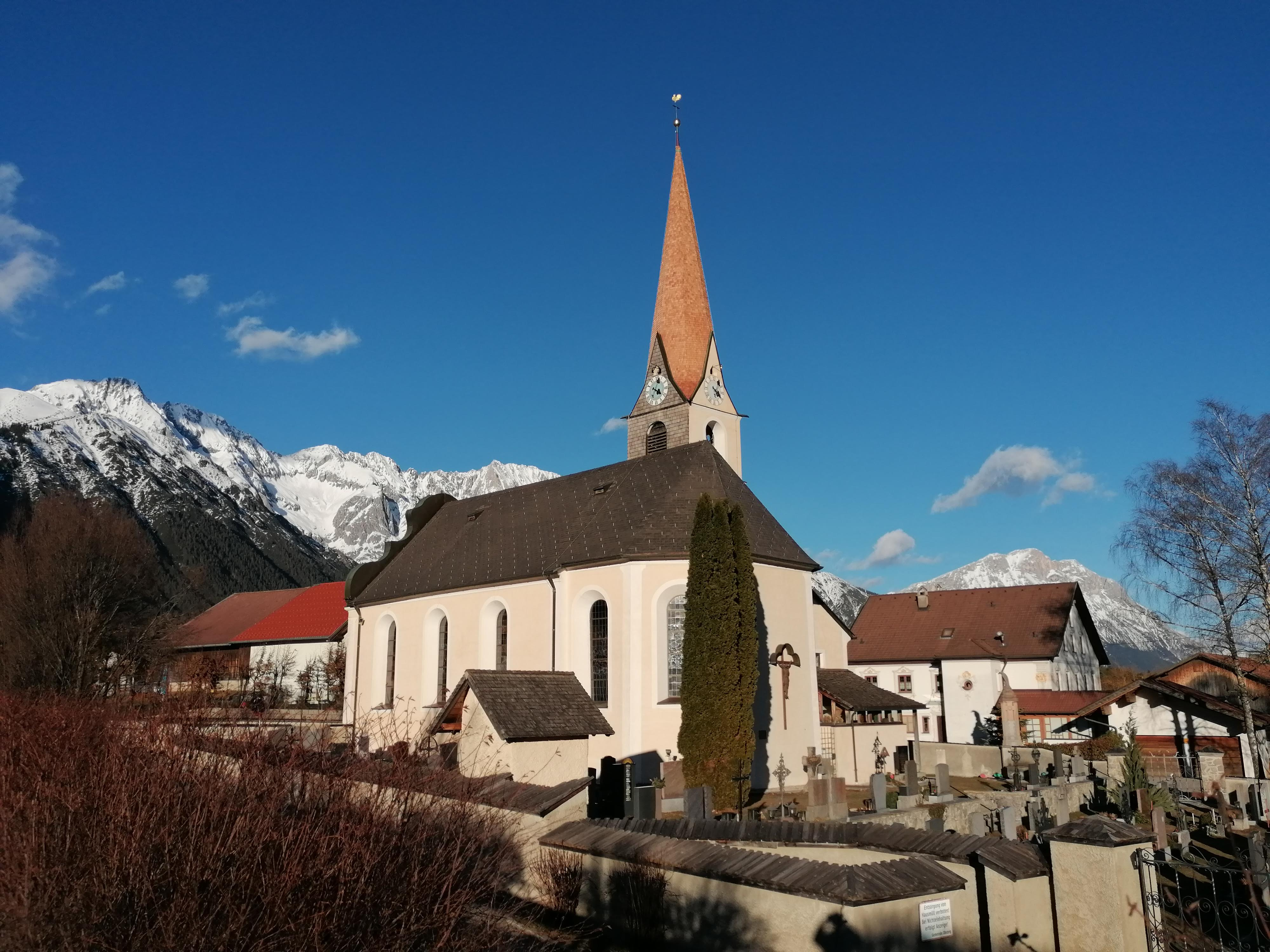
Kath. Pfarrkirche hl. Josef und Friedhof in Unterstrass

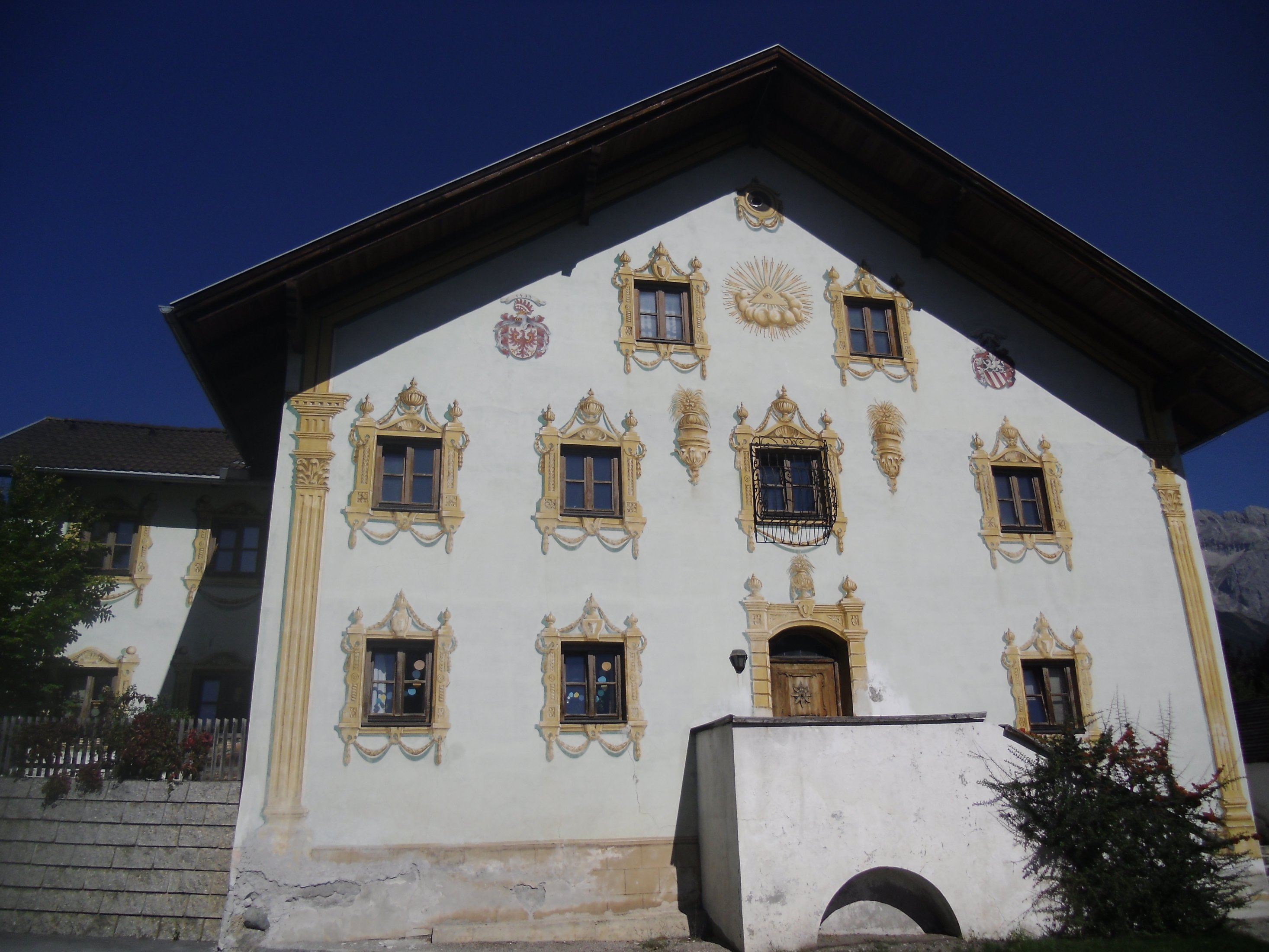
Ansitz Schneggenhausen

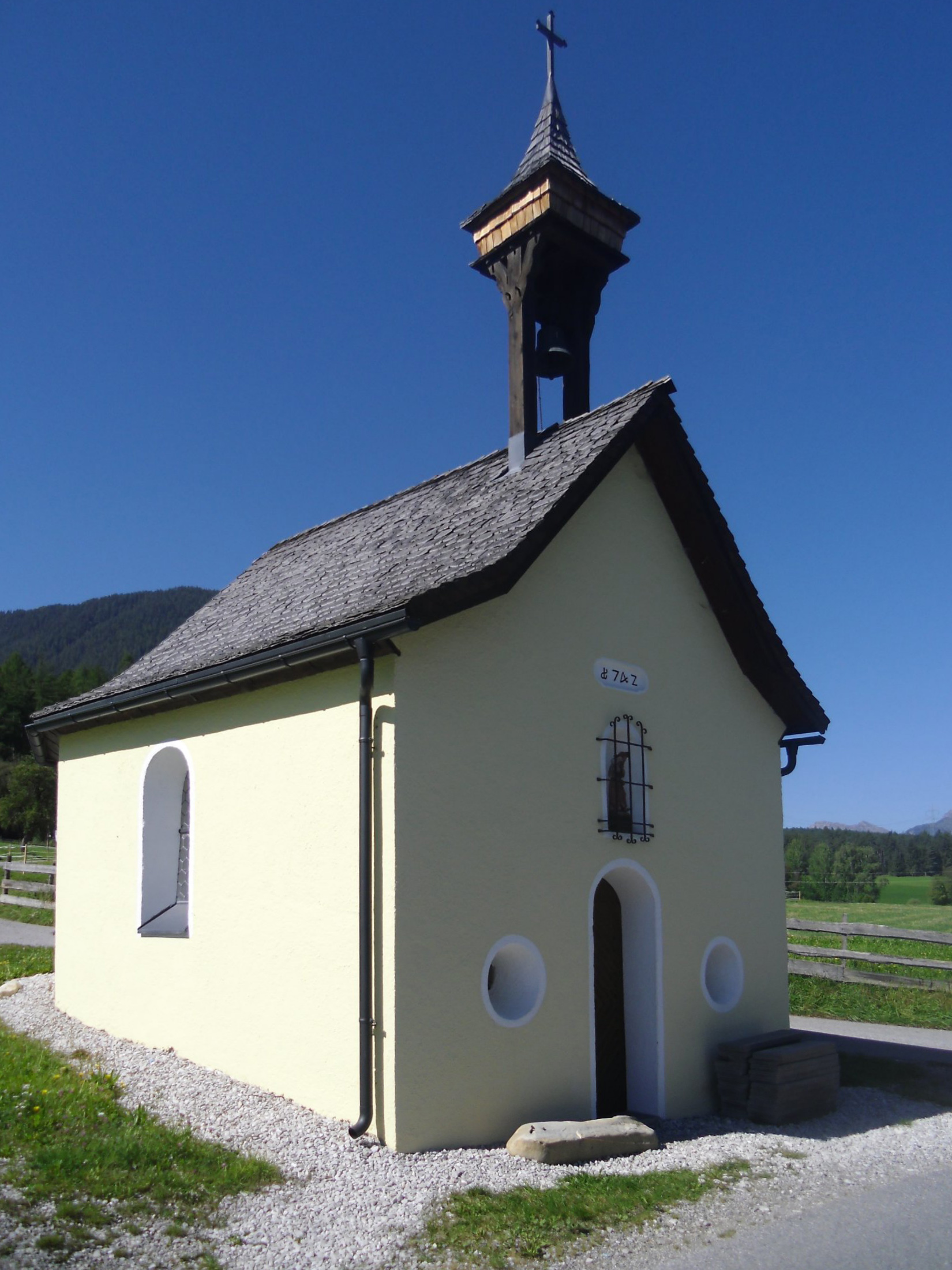
Kapelle Finsterfiecht

EinwohnerJahr40060080010001200140016001860189019201950198020102040EinwohnerEinwohnerentwicklung von Obsteig

## Kultur und Sehenswürdigkeiten
- Burg Klamm: Zwischen Obsteig und Fronhausen, unterhalb der Straße gelegen, bewachte die Burg einst die Transportroute, die von Mötz heraufführte, und diente in der Fernsehserie Bergdoktor als „Schloss Sonnenstein“. Der 25 m hohe Wasserfall des Klammbachs ist von der Burg aus in wenigen Minuten zu erreichen.
- Pfarrkirche Obsteig
- Ansitz Schneggenhausen
- Kapelle hl. Antonius in Oberstrass
- Kapelle Maria Heimsuchung in Wald
- Kapelle Aschland
- Kapelle Finsterfiecht
- Kapelle Hl. Familie in Holzleiten

## Wirtschaft und Infrastruktur

### Wirtschaftssektoren
Im Jahr 2010 gab es 53 landwirtschaftliche Betriebe in Obsteig. Sechzehn wurden im Haupt- 24 im Nebenerwerb, eine von einer Personengemeinschaft und zwölf von juristischen Personen geführt. Diese zwölf bewirtschafteten mehr als sechzig Prozent der Flächen. Die größten Arbeitgeber waren die Bauwirtschaft im Produktionssektor und der Bereich Beherbergung und Gastronomie im Dienstleistungssektor.
| Wirtschaftssektor            | Anzahl Betriebe | Anzahl Betriebe | Erwerbstätige | Erwerbstätige |
| Wirtschaftssektor            | 2011            | 2001            | 2011          | 2001          |
| ---------------------------- | --------------- | --------------- | ------------- | ------------- |
| Land- und Forstwirtschaft 1) | 53              | 54              | 33            | 17            |
| Produktion                   | 11              | 4               | 34            | 40            |
| Dienstleistung               | 68              | 40              | 174           | 184           |

1) Betriebe mit Fläche in den Jahren 2010 und 1999

### Berufspendler
Von den beinahe 600 Erwerbstätigen, die 2011 in Obsteig lebten, arbeiteten 160 in der Gemeinde, beinahe drei Viertel pendelten aus.

### Fremdenverkehr
Die Anzahl der Übernachtungen stieg von 135.000 im Jahr 2010 auf über 160.000 im Jahr 2019. Der Jahresverlauf zeigt zwei relativ ausgeglichene Saisonen.

### Verkehr
Durch das Gemeindegebiet verläuft die Mieminger Straße B189. Der am nächsten liegende Bahnhof ist zehn Kilometer entfernt in Stams.

## Politik

### Gemeinderat
Für den Gemeinderat werden 13 Vertreter gewählt.

### Bürgermeister
Bürgermeister von Obsteig ist Erich Mirth.

### Ergebnis Gemeinderatswahlen 2022
| Nr. | Listen                                         | Mandate | Stimmen | %     |
| --- | ---------------------------------------------- | ------- | ------- | ----- |
| 1   | Miteinander in Obsteig – Erich Mirth – MITNÅND | 6       | 355     | 42,51 |
| 2   | Für Obsteig – F-O                              | 4       | 250     | 29,94 |
| 3   | liste6416_sabine ortner – LISTE 6416           | 1       | 98      | 11,74 |
| 4   | KLÅRTEXT OBSTEIG – KLÅRTEXT                    | 2       | 132     | 15,81 |

### Wappen
In Gold eine aus einem gezinnten schwarzen Schildfuß wachsende, bis zum oberen Schildrand reichende Lärche.
Das 1976 verliehene Gemeindewappen verweist mit den Zinnen auf die Burg Klamm und mit der Lärche auf die typischen, heute als Landschaftsschutzgebiet ausgewiesenen Lärchenwiesen.

## Persönlichkeiten
Der Nordpolfahrer Johann Haller (1844–1906) war k.k. Förster in Obsteig und ist dort begraben.